# Regressività tributaria
La regressività, in ambito fiscale, è un criterio di imposizione fiscale attraverso il quale le aliquote d'imposta decrescono all'aumentare della base imponibile, quindi del reddito a cui le imposte si applicano.
Il criterio della regressività spesso non è applicato, perché si allontana dai principi di equità fiscale (soddisfatti in ordine decrescente dai criteri di progressività e proporzionalità).
Un'imposta non avente caratteristiche di progressività può essere proporzionale se la sua aliquota non varia al variare dell'imponibile, ovvero regressiva se la sua aliquota decresce al crescere dell'imponibile. L'imposta proporzionale, regressiva e progressiva sono i tre casi di imposta variabile, mentre l'imposta è fissa qualora sia predeterminata in un ammontare fisso. Va notato che, nonostante nell'ordinamento italiano non esistano più imposte giuridicamente regressive, sia l'imposta fissa sia quella proporzionale hanno sempre carattere di regressività da un punto di vista prettamente economico (ma non giuridico): infatti, colpiscono sempre meno chi ha più ricchezza. Per esempio, l'imposta di bollo (imposta fissa) o l'IVA (imposta proporzionale) colpiscono in egual modo tutti i contribuenti, ma un soggetto con maggiore disponibilità di ricchezza sopporterà più facilmente il danno economico rispetto a un soggetto meno ricco.

## Gli effetti regressivi degli incentivi fiscali nel caso dei fondi pensione in Italia
Gli effetti regressivi della imposizione fiscale si possono avere anche attraverso incentivi fiscali regressivi come ad esempio nel caso dei fondi pensione in Italia.
La tassazione in Italia è già ai più alti livelli dei paesi OCSE con la pressione fiscale legale ampiamente sopra il 50% e l'aliquota contributiva pensionistica di finanziamento è di molti punti superiore a quelle degli altri paesi.
Ciò significa che il 33% del reddito è tassato dallo Stato con i contributi obbligatori per le assicurazioni obbligatorie per finanziare il sistema pensionistico pubblico.
Il sistema pensionistico privato in Italia, in fase di avvio è stato incentivato fiscalmente dallo Stato e continua a esserlo.
In particolare si è incentivato il trasferimento del trattamento di fine rapporto che ha un peso pari a circa il 7,4% del reddito che, sommato agli incentivi, supera una quota dell'11% .
Quindi in Italia la quota di reddito destinata alla previdenza supera il 44% con tutte le conseguenze sulla riduzione dei consumi, aumento della disoccupazione e problemi di crescita.
Bisogna inoltre evidenziare che i lavoratori che trasferiscono il TFR sono quelli che hanno un reddito disponibile elevato, per via degli incentivi fiscali che agiscono come una imposizione fiscale regressiva nel rispetto della teoria della spoliazione legale.
Quindi un paese con una bolla previdenziale incentiva l'accantonamento di ulteriori quote di reddito soprattutto ai più abbienti, togliendo ulteriori entrate fiscali in una situazione di elevato debito pubblico e deficit.
| Reddito annuo lordo | Aliquota marginale IRPEF 2008* | Versamento ai fondi pensione | Risparmio fiscale |
| ------------------- | ------------------------------ | ---------------------------- | ----------------- |
| € 15.000,00         | 23%                            | € 5.164,57                   | € 1.187,85        |
| € 28.000,00         | 27%                            | € 5.164,57                   | € 1.394,43        |
| € 55.000,00         | 38%                            | € 5.164,57                   | € 1.962,53        |
| € 75.000,00         | 41%                            | € 5.164,57                   | € 2.117,47        |
| € 85.000,00         | 43%                            | € 5.164,57                   | € 2.220,76        |

A questo si aggiunge la tassazione finale delle rendite da previdenza integrativa che è con una imposta sostitutiva del 15% che diminuisce dello 0,3% per ogni anno di permanenza nei fondi oltre il quindicesimo fino a un tasso minimo del 9%. Tale tassazione è favorevole rispetto al TFR in azienda.